# Očamčire
Očamčire (gruzijski: ოჩამჩირე, abhaski: Очамчыра) je grad u gruzijskoj pokrajini Abhaziji. Nalazi se na obali Crnog mora 53 km jugoistočno do Suhumija glavnog grada Abhazije.

## Povijest
Očamčire je bila poprište sukoba između Rusa i Tursko-abhazijskih snaga 1877. godine. 
Drevna grčka kolonija Gymnos (grčki: Γυένος) se navodno nalazi u blizini Očamčire, iako se ne može točno identificirati zbog vrlo slabe očuvanosti arheološkog lokaliteta.
Prema ruskoj novinskoj agenciji Itar Tass Rusija planira izgraditi novu pomorsku bazu za Crnomorsku flotu (trenutno ima sjedište u Sevastopolju) u Očamčiri.

## Stanovništvo
Prema popisu stanovništva 1979. u gradu je živjelo 18.700 ljudi, deset godina kasnije grad je imao 20.379 stanovnika od čega 58,2% Gruzijaca, 18,2% Abhaza, 14,7% Rusa, 3,3% Armenaca.
Nakon sukoba između Abhaza i Gruzijaca značajno je smanjen broj stanovnika. Tako prema popisu stanovnika iz 2003. u grada živi 4.702 stanovnika, a 2011. godine 5.280. Većinu stanovništva čine Abhazi (72,7%), zatim Gruzijaci i Mingreli (10,4%), Rusi (10,0%) i Armenci (3,1%).

## Poznate osobe
- Vit'ali Daraselia, sovjetski nogometaš
- Ketevan Arachamija, britanska šahistica